# Unió d'Escriptors Soviètics
La Unió d'Escriptors Soviètics, o Unió dels Escriptors de l'URSS (en rus: Союз писателей СССР, transcrit Sóiuz pissàtelei SSSR) era una unió d'escriptors professionals de la Unió Soviètica. Fundada el 1934 per iniciativa del Comitè Central del Partit Comunista.
L'objectiu de l'associació era l'organització de la literatura i assegurar la participació del poble en el camp de la literatura, a més de la supervisió d'aquesta per part dels organismes de l'estat i el partit. Per als escriptors professionals, la qualitat de membre de la unió va arribar a ser pràcticament obligatòria. El resultat era que l'exclusió de la Unió significava, virtualment, la prohibició de publicar, com en el cas de Borís Pasternak. Malgrat això, en la història de la Unió d'Escriptors es van donar casos de renúncia voluntària. Així, Vassili Aksiónov, Semión Lipkin i Inna Lisniànskaia van deixar la Unió d'Escriptors al desembre de 1979 en solidaritat per l'exclusió de Víktor Erofeiev i Ievgueni Popov.
Després que la dissolució de l'URSS, la Unió es va dividir en organitzacions separades per a cadascun dels estats postsoviètics. La secció russa passaria a anomenar-se Unió d'Escriptors Russos.

## Presidents de la Unió d'Escriptors Soviètics
- Maksim Gorki (1934-1936)
- Vladímir Stavski (1936-1938)

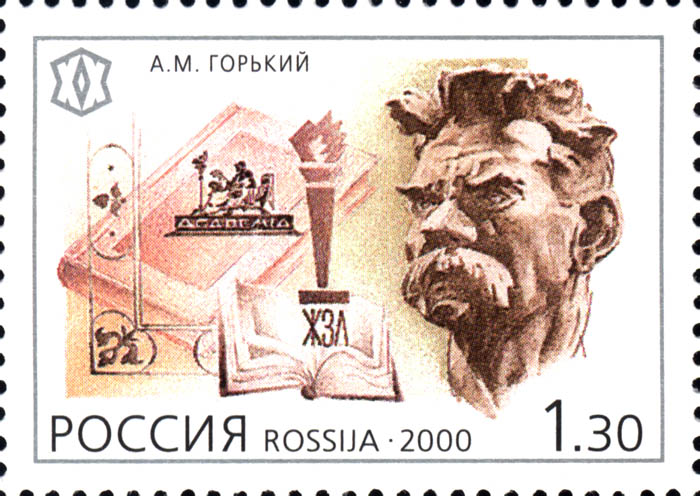
Gorki.

- Aleksandr Fadéiev (1938-1944 i 1946-1954)
- Nikolai Tíkhonov (1944-1946)
- Aleksei Surkov (1954-1959)
- Konstantín Fedin (1959-1977)
- Gueorgui Markov (1977-1986)
- Vladímir Karpov (1986-1991)